# Profesionalen Futbolen Klub Beroe
Il Profesionalen Futbolen Klub Beroe (in bulgaro Професионален футболен клуб Берое?), chiamato comunemente Beroe, è una società calcistica bulgara di Stara Zagora.  Milita nella Părva liga, la massima serie del campionato bulgaro di calcio.
La squadra ha vinto un campionato bulgaro, nella stagione 1985-1986, e due Coppe di Bulgaria, nelle stagioni 2009-2010 e 2012-2013, vittoria seguita, in quest'ultimo caso, dal successo in Supercoppa di Bulgaria nel 2013. In campo internazionale si è affermata quattro volte nella Coppa dei Balcani vincendo nel 1967-1968, nel 1968-1969, nel 1981-1982 e nel 1983-1984.

## Storia
Nel 1979 la squadra ha raggiunto la finale di Coppa di Bulgaria e ha poi perso la finale contro il Levski Sofia, ma , avendo il Levski Sofia vinto anche il campionato 1978-1979, il Beroe ha ottenuto il diritto a disputare la Coppa delle Coppe 1979-1980, dove, dopo aver superato al primo turno i polacchi dell'Arka Gdynia, è stata eliminata al secondo turno dalla Juventus, affermandosi per 1-0 nell'incontro casalingo, ma perdendo per 3-0 dopo i supplementari l'incontro di ritorno disputato al Comunale di Torino.
La stagione 2017-2018 ha regalato tante soddisfazioni ai tifosi del Beroe: il club ha navigato nelle posizioni alte di classifica (3º-5º posto) e ha ottenuto ottimi risultati come la vittoria a Sofia contro il Levski Sofia per 1-2 e il pareggio conto il CSKA Sofia per 1-1. Tra i protagonisti dell'annata vi è stato trequartista portoghese Pedro Eugenio (16 gol e 6 assist).

## Palmarès

### Competizioni nazionali
- Campionato bulgaro: 1

1985-1986
- Coppa di Bulgaria: 2

2009-2010, 2012-2013
- Supercoppa di Bulgaria: 1

2013
- Vtora profesionalna futbolna liga: 2

2003-2004, 2008-2009

### Competizioni internazionali
- Coppa dei Balcani per club: 4

1967-1968, 1969, 1981-1983, 1983-1984

### Altri piazzamenti
- Campionato bulgaro:

Secondo posto: 2014-2015
Terzo posto: 1971-1972, 2015-2016
- Coppa di Bulgaria:

Finalista: 1967-1968, 1978-1979, 1979-1980
Semifinalista: 1961-1962, 1964-1965, 1966-1967, 1976-1977, 2006-2007, 2015-2016
- Supercoppa di Bulgaria:

Finalista: 2010
- Coppa dei Balcani per club:

Finalista: 1970

## Organico

### Rosa 2023-2024
Aggiornata al 5 febbraio 2024.
| N. |                          | Ruolo | Calciatore              |
| -- | ------------------------ | ----- | ----------------------- |
| 1  | Bulgaria (bandiera)      | P     | Ivan Karadžov           |
| 2  | Bulgaria (bandiera)      | C     | Dimităr Stojanov        |
| 3  | Bulgaria (bandiera)      | D     | Dimităr Pirgov          |
| 4  | Svizzera (bandiera)      | C     | Valentino Pugliese      |
| 7  | Brasile (bandiera)       | A     | Lucas Willian           |
| 8  | Bulgaria (bandiera)      | C     | Serkan Jusein           |
| 9  | Guinea-Bissau (bandiera) | A     | Luizinho                |
| 10 | Mali (bandiera)          | C     | Aboubacar Toungara      |
| 11 | Francia (bandiera)       | A     | Steve Traoré            |
| 13 | Madagascar (bandiera)    | C     | Anicet Andrianantenaina |
| 14 | Bulgaria (bandiera)      | D     | Stilijan Nikolov        |

| N. |                       | Ruolo | Calciatore       |
| -- | --------------------- | ----- | ---------------- |
| 15 | Bulgaria (bandiera)   | D     | Georgi Dinkov    |
| 16 | Bulgaria (bandiera)   | C     | Simeon Mečev     |
| 17 | Bulgaria (bandiera)   | A     | Spas Georgiev    |
| 18 | Bulgaria (bandiera)   | A     | Damjan Jordanov  |
| 19 | Bulgaria (bandiera)   | C     | Todor Žekov      |
| 21 | Portogallo (bandiera) | D     | Ruca             |
| 21 | Bulgaria (bandiera)   | D     | Ivajlo Mitev     |
| 23 | Bulgaria (bandiera)   | P     | Ivan Gošev       |
| 44 | Bulgaria (bandiera)   | D     | Nikolaj Nikolaev |
| 77 | Bulgaria (bandiera)   | C     | Božidar Penčev   |

### Rosa 2022-2023
Aggiornata al 22 agosto 2022.
| N. |                          | Ruolo | Calciatore              |
| -- | ------------------------ | ----- | ----------------------- |
| 1  | Bulgaria (bandiera)      | P     | Ivan Karadžov           |
| 2  | Bulgaria (bandiera)      | C     | Dimităr Stojanov        |
| 3  | Bulgaria (bandiera)      | D     | Dimităr Pirgov          |
| 4  | Svizzera (bandiera)      | C     | Valentino Pugliese      |
| 7  | Brasile (bandiera)       | A     | Lucas Willian           |
| 8  | Bulgaria (bandiera)      | C     | Serkan Jusein           |
| 9  | Guinea-Bissau (bandiera) | A     | Luizinho                |
| 10 | Mali (bandiera)          | C     | Aboubacar Toungara      |
| 11 | Francia (bandiera)       | A     | Steve Traoré            |
| 13 | Madagascar (bandiera)    | C     | Anicet Andrianantenaina |
| 14 | Bulgaria (bandiera)      | D     | Stilijan Nikolov        |

| N. |                       | Ruolo | Calciatore       |
| -- | --------------------- | ----- | ---------------- |
| 15 | Bulgaria (bandiera)   | D     | Georgi Dinkov    |
| 16 | Bulgaria (bandiera)   | C     | Simeon Mečev     |
| 17 | Bulgaria (bandiera)   | A     | Spas Georgiev    |
| 18 | Bulgaria (bandiera)   | A     | Damjan Jordanov  |
| 19 | Bulgaria (bandiera)   | C     | Todor Žekov      |
| 21 | Portogallo (bandiera) | D     | Ruca             |
| 21 | Bulgaria (bandiera)   | D     | Ivajlo Mitev     |
| 23 | Bulgaria (bandiera)   | P     | Ivan Gošev       |
| 44 | Bulgaria (bandiera)   | D     | Nikolaj Nikolaev |
| 77 | Bulgaria (bandiera)   | C     | Božidar Penčev   |

### Rosa 2021-2022
| N. |                           | Ruolo | Calciatore                 |
| -- | ------------------------- | ----- | -------------------------- |
| 1  | Paesi Bassi (bandiera)    | P     | Nordin Bakker              |
| 2  | Bulgaria (bandiera)       | D     | Dzhuneyt Ali               |
| 3  | Bulgaria (bandiera)       | D     | Miroslav Enchev            |
| 4  | Bulgaria (bandiera)       | D     | Hristo Mitev               |
| 5  | Costa d'Avorio (bandiera) | D     | Oumar Sako                 |
| 6  | Bulgaria (bandiera)       | C     | Aleksandăr Cvetkov         |
| 7  | Capo Verde (bandiera)     | A     | Kukula                     |
| 8  | Bulgaria (bandiera)       | C     | Iliyan Stefanov            |
| 9  | Bulgaria (bandiera)       | A     | Martin Kamburov (capitano) |
| 10 | Bulgaria (bandiera)       | C     | Daniel Genov               |
| 11 | Senegal (bandiera)        | A     | Alioune Fall               |
| 12 | Bulgaria (bandiera)       | P     | Ivan Goshev                |
| 13 | Bulgaria (bandiera)       | A     | Nikola Marinov             |

| N. |                       | Ruolo | Calciatore         |
| -- | --------------------- | ----- | ------------------ |
| 15 | Bulgaria (bandiera)   | D     | Georgi Dinkov      |
| 16 | Bulgaria (bandiera)   | C     | Simeon Mechev      |
| 17 | Bulgaria (bandiera)   | D     | Reyan Daskalov     |
| 19 | Bulgaria (bandiera)   | D     | Aleksandăr Vasilev |
| 20 | Capo Verde (bandiera) | D     | Steve Furtado      |
| 21 | Francia (bandiera)    | C     | Keelan Lebon       |
| 26 | Bulgaria (bandiera)   | D     | Kamen Hadžiev      |
| 27 | Mali (bandiera)       | C     | Aboubacar Toungara |
| 30 | Bulgaria (bandiera)   | C     | Serkan Jusein      |
| 33 | Ucraina (bandiera)    | P     | Hennadiy Hanyev    |
| 43 | Brasile (bandiera)    | D     | Johnathan          |
| 77 | Bulgaria (bandiera)   | C     | Bozhidar Penchev   |
| 99 | Mauritania (bandiera) | C     | Oumar Camara       |

### Rosa 2020-2021
| N. |                           | Ruolo | Calciatore                    |
| -- | ------------------------- | ----- | ----------------------------- |
| 1  | Bulgaria (bandiera)       | P     | Hristijan Vasilev             |
| 2  | Bulgaria (bandiera)       | D     | Džuneyt Ali                   |
| 5  | Francia (bandiera)        | D     | Teddy Mézague                 |
| 6  | Bulgaria (bandiera)       | C     | Aleksandăr Cvetkov (capitano) |
| 7  | Bulgaria (bandiera)       | C     | Dimo Bakalov                  |
| 8  | Ghana (bandiera)          | C     | Carlos Ohene                  |
| 9  | Capo Verde (bandiera)     | A     | Kukula                        |
| 10 | Rep. del Congo (bandiera) | C     | Gaius Makouta                 |
| 11 | Senegal (bandiera)        | A     | Alioune Fall                  |
| 12 | Slovacchia (bandiera)     | P     | Dušan Perniš                  |
| 13 | Bulgaria (bandiera)       | A     | Nikola Marinov                |
| 14 | Bulgaria (bandiera)       | D     | Georgi Madžarov               |
| 15 | Bulgaria (bandiera)       | D     | Georgi Dinkov                 |

| N. |                       | Ruolo | Calciatore         |
| -- | --------------------- | ----- | ------------------ |
| 17 | Guinea (bandiera)     | C     | Ibrahima Conté     |
| 18 | Algeria (bandiera)    | D     | Ilias Hassani      |
| 19 | Bulgaria (bandiera)   | D     | Aleksandăr Vasilev |
| 20 | Francia (bandiera)    | D     | Steve Furtado      |
| 21 | Francia (bandiera)    | C     | Keelan Lebon       |
| 22 | Brasile (bandiera)    | C     | Octávio            |
| 25 | Bulgaria (bandiera)   | D     | Georgi Angelov     |
| 27 | Bulgaria (bandiera)   | D     | Krum Stojanov      |
| 29 | Portogallo (bandiera) | C     | Erivaldo           |
| 33 | Ucraina (bandiera)    | P     | Hennadij Hanjev    |
| 66 | Bulgaria (bandiera)   | C     | Radoslav Apostolov |
| 73 | Bulgaria (bandiera)   | C     | Ivan Minčev        |

### Rosa 2019-2020
| N. |                           | Ruolo | Calciatore         |
| -- | ------------------------- | ----- | ------------------ |
| 3  | Bulgaria (bandiera)       | D     | Milen Želev        |
| 5  | Francia (bandiera)        | D     | Teddy Mézague      |
| 6  | Bulgaria (bandiera)       | C     | Aleksandăr Cvetkov |
| 7  | Camerun (bandiera)        | A     | Pierre Fonkeu      |
| 8  | Ghana (bandiera)          | C     | Carlos Ohene       |
| 9  | Bulgaria (bandiera)       | A     | Martin Kamburov    |
| 10 | Rep. del Congo (bandiera) | C     | Gaius Makouta      |
| 11 | Senegal (bandiera)        | A     | Alioune Fall       |
| 12 | Slovacchia (bandiera)     | P     | Dušan Perniš       |
| 13 | Bulgaria (bandiera)       | C     | Nikola Marinov     |
| 14 | Costa d'Avorio (bandiera) | C     | Yaya Meledje       |
| 17 | Guinea (bandiera)         | C     | Ibrahima Conté     |
| 19 | Bulgaria (bandiera)       | D     | Aleksandăr Vasilev |

| N. |                     | Ruolo | Calciatore      |
| -- | ------------------- | ----- | --------------- |
| 20 | Francia (bandiera)  | D     | Steeve Furtado  |
| 21 | Svizzera (bandiera) | A     | Zoran Josipovic |
| 22 | Brasile (bandiera)  | C     | Octávio         |
| 23 | Bulgaria (bandiera) | P     | Ivan Gošev      |
| 24 | Bulgaria (bandiera) | C     | Stojan Ivanov   |
| 25 | Bulgaria (bandiera) | D     | Georgi Angelov  |
| 26 | Bulgaria (bandiera) | D     | Georgi Madžarov |
| 27 | Bulgaria (bandiera) | D     | Krum Stojanov   |
| 33 | Ucraina (bandiera)  | P     | Hennadij Hanev  |
| 44 | Bulgaria (bandiera) | D     | Viktor Genev    |
| 59 | Belgio (bandiera)   | D     | Ahmed Touba     |
| 73 | Bulgaria (bandiera) | C     | Ivan Minčev     |

### Rosa 2018-2019
| N. |                           | Ruolo | Calciatore                 |
| -- | ------------------------- | ----- | -------------------------- |
| 1  | Bulgaria (bandiera)       | P     | Ivan Goshev                |
| 3  | Bulgaria (bandiera)       | D     | Milen Želev                |
| 4  | Turchia (bandiera)        | D     | Erol Alkan                 |
| 5  | Portogallo (bandiera)     | C     | Mesca                      |
| 6  | Bulgaria (bandiera)       | C     | Aleksandăr Cvetkov         |
| 7  | Brasile (bandiera)        | C     | Wanderson                  |
| 8  | Ghana (bandiera)          | C     | Carlos Ohene               |
| 9  | Bulgaria (bandiera)       | A     | Martin Kamburov (capitano) |
| 11 | Bulgaria (bandiera)       | D     | Ivan Bandalovski           |
| 12 | Slovacchia (bandiera)     | P     | Dušan Perniš               |
| 14 | Costa d'Avorio (bandiera) | C     | Yaya Meledje               |
| 18 | Bulgaria (bandiera)       | D     | Valentin Ivanov            |
| 19 | Bulgaria (bandiera)       | D     | Aleksandar Vasilev         |

| N. |                       | Ruolo | Calciatore        |
| -- | --------------------- | ----- | ----------------- |
| 20 | Brasile (bandiera)    | D     | Matheus Leoni     |
| 21 | Bulgaria (bandiera)   | C     | Vladimir Gadžev   |
| 22 | Bulgaria (bandiera)   | A     | Nikola Marinov    |
| 23 | Bulgaria (bandiera)   | P     | Georgi Argilashki |
| 25 | Bulgaria (bandiera)   | D     | Nadim Angelov     |
| 26 | Bulgaria (bandiera)   | D     | Georgi Madzharov  |
| 27 | Estonia (bandiera)    | D     | Nikita Baranov    |
| 28 | Portogallo (bandiera) | C     | Rúben Brígido     |
| 55 | Bulgaria (bandiera)   | D     | Georgi Angelov    |
| 70 | Bulgaria (bandiera)   | C     | Stojan Ivanov     |
| 73 | Bulgaria (bandiera)   | C     | Ivan Minchev      |
| 77 | Portogallo (bandiera) | C     | Pedro Eugénio     |